# Otra cosa (album)
Otra cosa è un album della cantante pop messicana Julieta Venegas, pubblicato il 16 marzo 2010 dalla Sony Music.
L'album è stato anticipato dal singolo Bien o mal, che si è classificato ai primi posti della classifica airplay messicana e latinoamericana.
Il secondo singolo estratto dal disco è stato Despedida.

## Tracce
Testi e musiche di Julieta Venegas, eccetto dove indicato.
1. Amores platónicos – 2:34
2. Bien o mal – 2:57 (Venegas, Alejandro Sergi)
3. Despedida – 3:23
4. Debajo de mi lengua – 2:38 (Venegas, Adrián Dárgelos)
5. Revolución – 3:23
6. Otra cosa – 2:39
7. Original – 3:50
8. Ya conocerán – 3:13
9. Duda – 3:34
10. Si tú no estas – 3:02
11. Un lugar – 3:04
12. Eterno – 3:45

## Classifiche
| Classifica (2010) | Posizione massima |
| ----------------- | ----------------- |
| Grecia            | 29                |
| Messico           | 12                |
| Spagna            | 19                |
| Svizzera          | 19                |